# اثر میدان نماتیک پیچ خورده

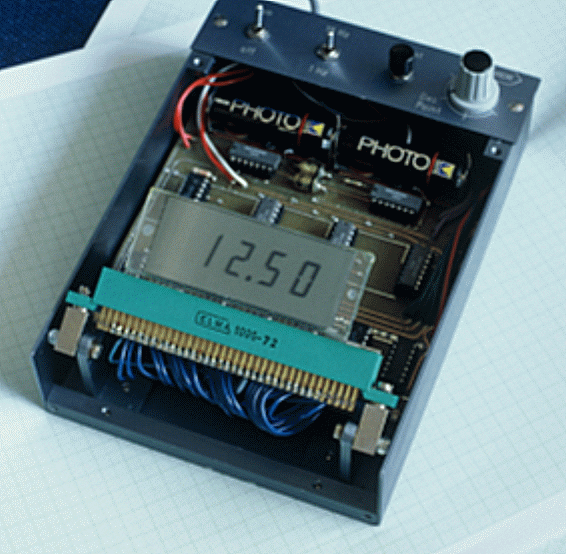
ساعتی با نمونه اولیه LCD که بر اساس اثر میدان نماتیک پیچ خورده درست شده است.

اثر میدان نماتیک پیچ خورده (به انگلیسی: Twisted nematic field effect) (اختصاری TN-effect) یک پیشرفت تکنولوژیکی بزرگ بود که ساخت نمایشگرهای کریستال مایع بزرگ و نازک را کاربردی و مقرون به صرفه کرد. برخلاف نمایشگرهای صفحه تخت قبلی، سلول‌های TN برای کارکرد نیازی به جریان نداشتند و از ولتاژهای عملیاتی پایین مناسب برای استفاده با باتری‌ها استفاده می‌کردند. معرفی نمایشگرهای اثر TN منجر به گسترش سریع آن‌ها در زمینه نمایشگر شد و به سرعت سایر فناوری‌های رایج مانند LEDهای یکپارچه و CRT را برای اکثر لوازم الکترونیکی به بازار عرضه کرد. در دهه ۱۹۹۰، ال سی دی‌ها با جلوه TN تا حد زیادی در الکترونیک قابل حمل جهانی بودند، اگرچه از آن زمان، بسیاری از کاربردهای LCDها جایگزین‌هایی برای جلوه TN مانند سوئیچینگ در صفحه (IPS) یا تراز عمودی (VA) به کار گرفتند.
بسیاری از نمایشگرهای الفبای عددی تک رنگ بدون اطلاعات تصویر هنوز از LCDهای TN استفاده می‌کنند.
نمایشگرهای TN نسبت به سایر فناوری‌های نمایشگر LC از زمان پاسخ دهی سریع و مکث کمتری بهره می‌برند، اما از بازتولید رنگ ضعیف و زاویه دید محدود، به ویژه در جهت عمودی رنج می‌برند. هنگامی که در زاویه‌ای که عمود بر نمایشگر نباشد، رنگ‌ها به‌طور بالقوه تا حد وارونگی کامل تغییر می‌کنند. مشاهده نمایشگر از بالا رنگ‌ها را سفید می‌کند و مشاهده نمایشگر از پایین رنگ‌ها را کم رنگ می‌کند.

## توضیحات تکمیلی
اثر نماتیک پیچ خورده بر اساس تنظیم مجدد دقیقاً کنترل شده مولکول‌های کریستال مایع بین پیکربندی‌های مولکولی مرتب شده مختلف تحت عمل یک میدان الکتریکی اعمال شده است. این امر با مصرف برق کم و در ولتاژهای عملیاتی پایین به دست می‌آید. پدیده زیربنایی هم ترازی مولکول‌های کریستال مایع در میدان کاربردی، گذار فریدریکز نامیده می‌شود و توسط فیزیکدان روسی وسوولود فردریکس در سال ۱۹۲۷ کشف شد.
برای نمایش اطلاعات با کریستال مایع نماتیک پیچ خورده، الکترودهای شفاف با فوتولیتوگرافی ساختار می‌یابند تا ماتریس یا الگوی دیگری از الکترودها را تشکیل دهند، مانند صفحه نمایش هفت بخش که در برنامه‌های محتوای کم اطلاعات مانند ساعت‌ها یا ماشین‌حساب‌ها استفاده می‌شود. فقط یکی از الکترودها باید به این شکل الگوبرداری شود، دیگری می‌تواند پیوسته باقی بماند (الکترود مشترک). اگر داده‌های پیچیده‌تری یا اطلاعات گرافیکی باید نمایش داده شوند، از آرایش ماتریسی الکترودها استفاده می‌شود. به همین دلیل، آدرس دهی کنترل شده با ولتاژ نمایشگرهای ماتریسی، مانند صفحه نمایش LCD برای مانیتورهای کامپیوتر یا صفحه تلویزیون تخت، پیچیده‌تر از الکترودهای قطعه بندی شده است. برای یک ماتریس با وضوح محدود یا برای یک صفحه نمایش با تغییر آهسته در حتی یک پانل ماتریسی بزرگ، یک شبکه غیرفعال الکترود برای اجرای آدرس دهی ماتریس غیرفعال کافی است، مشروط بر اینکه درایورهای الکترونیکی مستقل برای هر سطر و ستون وجود داشته باشد. ال سی دی ماتریسی با وضوح بالا با پاسخ سریع مورد نیاز (مثلاً برای گرافیک متحرک و/یا ویدیو) نیاز به ادغام عناصر الکترونیکی غیرخطی اضافی در هر عنصر تصویر (پیکسل) صفحه نمایش (مثلاً دیودهای لایه نازک، TFDها، یا ترانزیستورهای لایه نازک، TFTها) به منظور امکان آدرس دهی فعال ماتریس به عناصر تصویر بدون تداخل (ناخواسته) فعال سازی پیکسل‌های بدون آدرس است.
تصاویر زیر حالت‌های OFF و ON یک پیکسل (که در عوض می‌تواند بخشی از یک کاراکتر باشد) نمایشگر کریستال مایع تعدیل کننده نور نماتیک پیچ خورده را نشان می‌دهد که در حالت «به طور معمول سفید» کار می‌کند، یعنی حالتی که در آن نور هنگامی که هیچ میدان الکتریکی به کریستال مایع اعمال نمی‌شود، منتقل می‌شود.

### حالت خاموش (شفاف)

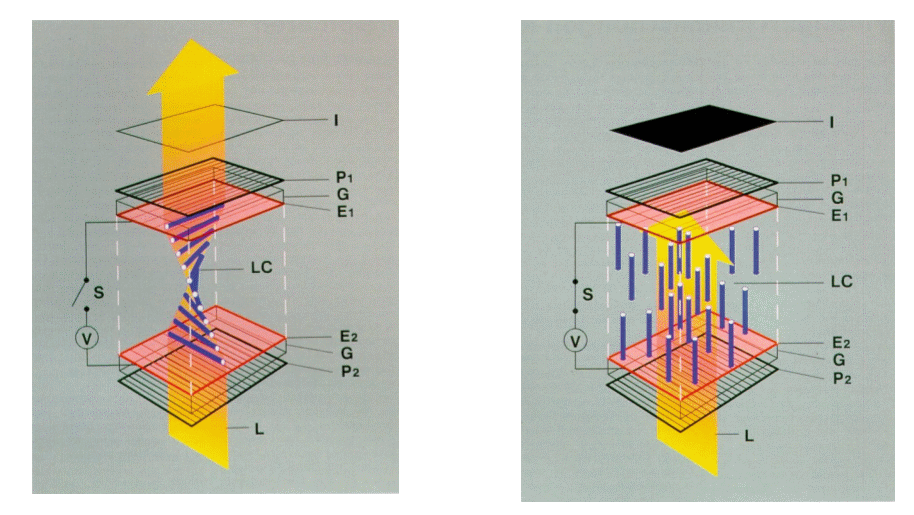
اثر میدان در حالات روشن و خاموش بودن.

در حالت خاموش (OFF)، یعنی زمانی که هیچ میدان الکتریکی اعمال نمی‌شود، مولکول‌های کریستال مایع نماتیک یک پیکربندی پیچ خورده (معروف به ساختار مارپیچ یا مارپیچ) را بین دو صفحه شیشه ای، G در شکل، تشکیل می‌دهند که توسط چندین فاصله از هم جدا شده و با آنها پوشانده شده است. الکترودهای شفاف E 1 و E 2. خود الکترودها با لایه‌های تراز (نشان داده نشده) پوشانده شده‌اند که وقتی میدان خارجی وجود ندارد، کریستال مایع را دقیقاً ۹۰ درجه می‌پیچاند. نور ورودی ابتدا توسط اولین پلاریزه کننده P1، پلاریزه می‌شود. پیکربندی مارپیچی کریستال مایع قطبش نور را ۹۰ درجه می‌چرخاند، بنابراین نور به درستی قطبی می‌شود تا از قطبش دوم، P1 که در ۹۰ درجه نسبت به اول تنظیم شده است عبور کند. از آنجایی که نور از سلول عبور می‌کند، پیکسل شفاف به نظر می‌رسد.

### حالت روشن (مات)
در حالت روشن (ON)، یعنی زمانی که میدان الکتریکی کافی بین دو الکترود اعمال شود، مولکول‌های کریستال در جهت آن میدان قرار می‌گیرند. بدون پیکربندی مارپیچ کریستال مایع برای تغییر جهت زاویه قطبش نور، نور پلاریزه شده از پلاریزه کننده P2 در عوض توسط پلاریزر P1 مسدود می‌شود، بنابراین پیکسل، مات به نظر می‌رسد.
جریان فقط برای شارژ و تخلیه ظرفیت سلول LC مربوط مورد نیاز است، که تنها زمانی اتفاق می‌افتد که ولتاژ اعمال شده تغییر کند. جریان برای حفظ میدان الکتریکی مورد نیاز نیست، زیرا هیچ جریانی (در حالت ایده‌آل) از لایه کریستال مایع عبور نمی‌کند؛ بنابراین، ال سی دی‌ها به برق بسیار کمی نیاز دارند.
با این حال، ممکن است لازم باشد جهت میدان الکتریکی به‌طور دوره‌ای در طول حالت روشن (ON) با استفاده از یک ولتاژ متناوب برای "عملیات AC " معکوس شود، زیرا در حالت روشن، میدان الکتریکی را برای مدت طولانی فقط در یک جهت نگه می‌دارد (یا داشتن یک جزء DC به عنوان کوچک به اندازه 50 mV در ولتاژ AC) ممکن است باعث واکنش‌های الکتروشیمیایی شود که عمر سلول را کاهش می‌دهد.

### نیمه شفاف
میزان کدورت را می‌توان با تغییر ولتاژ کنترل کرد. در زیر یک ولتاژ آستانه، که به مخلوط کریستال مایع بستگی دارد، هیچ تغییر بصری رخ نمی‌دهد. در ولتاژهای نزدیک به آستانه، فقط برخی از کریستال‌ها دوباره مرتب می‌شوند، بنابراین سلول عمدتاً شفاف است اما به سختی قابل مشاهده است. با افزایش ولتاژ، کریستال‌های بیشتری مجدداً قرار می‌گیرند تا زمانی که سلول به حداکثر شفافیت خود برسد. قبلاً در سال ۱۹۷۲، مخلوط‌هایی با ولتاژ آستانه تنها 0.9 V rms ساخته شده بودند. و به ۹۰٪ حداکثر شفافیت در 1.4 V rms رسید.

## تاریخچه

### تحقیق RCA
در سال ۱۹۶۲، ریچارد ویلیامز، یک شیمیدان فیزیک که در آزمایشگاه‌های RCA کار می‌کرد، شروع به جستجوی پدیده‌های فیزیکی جدیدی کرد که ممکن است یک فناوری نمایشگر بدون لوله‌های خلاء ایجاد کند. او با آگاهی از خط طولانی تحقیقات مربوط به بلورهای مایع نماتیک، شروع به آزمایش با ترکیب p-azoxyanisole کرد که نقطه ذوب ۱۱۵ درجه سلسیوس (۲۳۹ درجه فارنهایت) دارد. ویلیامز آزمایش‌های خود را بر روی یک میکروسکوپ گرم شده انجام داد و نمونه‌ها را بین الکترودهای شفاف اکسید قلع روی صفحات شیشه‌ای قرار داد که در ۱۲۵ درجه سلسیوس (۲۵۷ درجه فارنهایت) قرار داشتند. او کشف کرد که یک میدان الکتریکی بسیار قوی اعمال شده در سرتاسر پشته باعث ایجاد الگوهای راه راه (striped) می‌شود. اینها بعداً «دامنه‌های ویلیامز» نامیده شدند. میدان مورد نیاز حدود ۱۰۰۰ ولت بر سانتی‌متر بود که برای یک دستگاه کاربردی بسیار زیاد است. با درک این که توسعه طولانی خواهد بود، تحقیقات را به فیزیکدان جورج هایلمایر سپرد و به کار دیگری رفت.
در سال ۱۹۶۴، جورج اچ. هایلمایر از RCA به همراه لوئیس زانونی و شیمیدان لوسیان بارتون کشف کردند که کریستال‌های مایع خاصی را می‌توان با اعمال جریان الکتریکی بین یک حالت شفاف و یک حالت مات بسیار پراکنده تغییر داد. پراکندگی در درجه اول به سمت جلو، به داخل کریستال بود، در مقابل پراکندگی عقب به سمت منبع نور. با قرار دادن یک بازتابنده در سمت دور کریستال، نور فرودی می‌تواند به صورت الکتریکی روشن یا خاموش شود و چیزی که هایلمایر آن را پراکندگی دینامیکی می‌نامد ایجاد کند. در سال ۱۹۶۵، جوزف کاستلانو و جوئل گلدماچر، شیمیدان‌های آلی، به دنبال کریستال‌هایی بودند که در دمای اتاق در حالت سیال باقی بمانند. در عرض شش ماه آنها تعدادی نامزد پیدا کردند و با توسعه بیشتر، RCA توانست اولین نمایشگرهای کریستال مایع را در سال ۱۹۶۸ معرفی کند
اگرچه موفقیت‌آمیز بود، اما نمایشگر پراکندگی پویا نیاز به جریان ثابت از طریق دستگاه و همچنین ولتاژهای نسبتاً بالایی داشت. این باعث می‌شود که برای موقعیت‌های کم مصرف که بسیاری از این نوع نمایشگرها استفاده می‌شوند، جذاب نباشند. اگر قرار بود در شرایط کم نور استفاده شود، ال سی دی‌ها خود روشن نیستند، به نور خارجی نیز نیاز دارند، که باعث می‌شود فناوری‌های نمایشگر موجود از نظر قدرت کلی جذاب‌تر نباشد. محدودیت دیگر نیاز به آینه بود که زاویه دید را محدود می‌کرد. تیم RCA از این محدودیت‌ها و توسعه مداوم انواع فناوری‌ها آگاه بود.
یکی از این اثرات بالقوه توسط هایلمایر در سال ۱۹۶۴ کشف شد. او توانست رنگ‌های آلی را به دست آورد تا خود را به کریستال‌های مایع بچسبانند و هنگامی که توسط یک میدان خارجی به هم تراز کشیده شوند، در موقعیت خود باقی می‌مانند. هنگامی که از یک تراز به تراز دیگر تغییر می‌کرد، رنگ یا قابل مشاهده بود یا پنهان، که منجر به دو حالت رنگی به نام اثر مهمان-میزبان (guest-host) شد. کار روی این رویکرد زمانی متوقف شد که اثر پراکندگی پویا با موفقیت نشان داده شد.

### اثر TN
رویکرد بالقوه دیگر رویکرد نماتیک پیچ خورده بود که برای اولین بار توسط فیزیکدان فرانسوی شارل ویکتور موگن در سال ۱۹۱۱ مورد توجه قرار گرفت. موگن در حال آزمایش انواع کریستال‌های مایع نیمه جامد بود که متوجه شد می‌تواند کریستال‌ها را با کشیدن یک تکه کاغذ روی آنها تراز کند و باعث قطبی شدن کریستال‌ها شود. او بعداً متوجه شد که وقتی کریستال را بین دو قطبش‌کننده هم تراز قرار می‌دهد، می‌تواند آنها را نسبت به یکدیگر بچرخاند، اما نور همچنان به انتقال خود ادامه می‌دهد. این انتظار نمی‌رفت. به‌طور معمول اگر دو پلاریزه کننده در زوایای قائم قرار گیرند، نور از آنها عبور نمی‌کند. موگن به این نتیجه رسید که نور با چرخش خود کریستال دوباره قطبی می‌شود.
ولفگانگ هلفریچ، فیزیکدانی که در سال ۱۹۶۷ به RCA پیوست، به ساختار پیچ خورده Mauguin علاقه‌مند شد و فکر کرد که ممکن است از آن برای ایجاد یک نمایشگر الکترونیکی استفاده شود. با این حال RCA علاقه کمی نشان داد زیرا آنها احساس کردند که هر اثری که از دو قطبش‌کننده استفاده می‌کند، مقدار زیادی جذب نور نیز خواهد داشت و نیاز به روشنایی روشن دارد. در سال ۱۹۷۰، هلفریچ RCA را ترک کرد و به آزمایشگاه‌های تحقیقاتی مرکزی هافمان-لاروش در سوئیس پیوست، جایی که با مارتین شاد، فیزیکدان حالت جامد، همکاری کرد. شاد، نمونه‌ای با الکترودها و یک نسخه پیچ خورده از یک ماده کریستال مایع به نام PEBAB (p-ethoxybenzylidene-p'-aminobenzonitrile) ساخت که هلفریچ در مطالعات قبلی در RCA، به عنوان بخشی از آزمایش‌های میزبان-مهمان خود گزارش کرده بود. هنگامی که ولتاژ اعمال می‌شود، PEBAB خود را در امتداد میدان تراز می‌کند، ساختار پیچشی و تغییر جهت قطبش را می‌شکند و سلول را مات می‌کند.

### نبرد ثبت اختراع
در این زمان Brown, Boveri & Cie (BBC) نیز به عنوان بخشی از یک توافقنامه تحقیقاتی مشترک پزشکی قبلی با Hoffmann-LaRoche با دستگاه‌ها کار می‌کردند. بی‌بی‌سی کار خود را به فیزیکدانی از ایالات متحده نشان داد که با جیمز فرگاسون، متخصص کریستال‌های مایع در آزمایشگاه تحقیقاتی وستینگهاوس ارتباط داشت. فرگاسون در حال کار بر روی TN-effect برای نمایشگرها بود و ILIXCO را برای تجاری‌سازی پیشرفت‌های تحقیقاتی که همراه با Sardari Arora و Alfred Saupe در مؤسسه کریستال مایع دانشگاه ایالتی کنت انجام می‌شد، تشکیل داد.
وقتی خبر تظاهرات به هافمن-لاروش رسید، هلفریچ و شاد بلافاصله برای ثبت اختراع تلاش کردند که در ۴ دسامبر ۱۹۷۰ ثبت شد. نتایج رسمی آنها در Applied Physics Letters در ۱۵ فوریه ۱۹۷۱ منتشر شد. به منظور نشان دادن امکان‌سنجی اثر جدید برای نمایشگرها، Schadt در سال ۱۹۷۲ یک صفحه نمایش ۴ رقمی ساخت.
فرگاسون اختراع مشابهی را در ۹ فوریه 1971 یا ۲۲ آوریل ۱۹۷۱ در ایالات متحده منتشر کرد. این دو ماه پس از ثبت اختراع سوئیس بود و زمینه را برای یک تقابل قانونی سه ساله فراهم کرد که خارج از دادگاه حل و فصل شد. در پایان، همه طرفین سهمی از آنچه که میلیون‌ها دلار حق امتیاز می‌شد، دریافت کردند.

### توسعه تجاری مواد کریستال مایع
PEBAB هنگام قرار گرفتن در معرض آب یا مواد قلیایی در معرض تجزیه بود و برای جلوگیری از آلودگی نیاز به ساخت خاصی داشت. در سال ۱۹۷۲ تیمی به رهبری جورج دبلیو گری نوع جدیدی از سیانوبی فنیل‌ها را توسعه دادند که می‌توانست با PEBAB مخلوط شود تا مواد واکنش پذیر کمتری تولید کند. این افزودنی‌ها همچنین مایع حاصل را چسبناک‌تر می‌کنند، در نتیجه زمان پاسخ سریع‌تری را ارائه می‌دهند، در عین حال شفاف‌تر می‌شوند، که یک نمایشگر رنگی سفید خالص ایجاد می‌کند.
این کار به نوبه خود منجر به کشف یک کلاس کاملاً متفاوت از بلورهای نماتیک توسط لودویگ پول، رودولف ایدنسچینک و همکارانشان در Merck KGaA در دارمشتات شد که سیانوفنیل سیکلوهگزان نامیده می‌شوند. آنها به سرعت اساس تقریباً همه LCDها شدند و امروزه بخش عمده ای از تجارت Merck باقی مانده‌اند.